# Vágrys

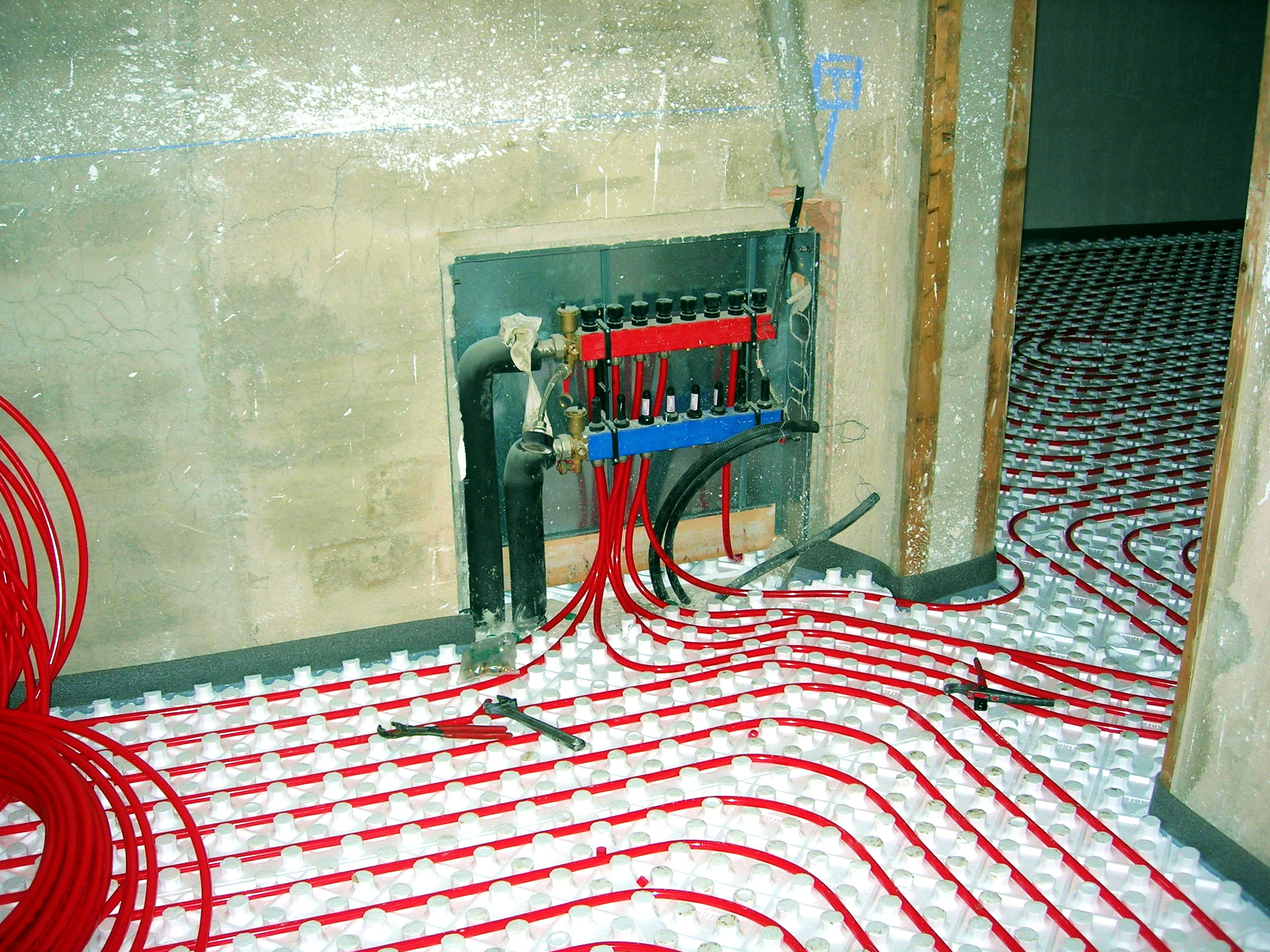
Vágrys (modře) umožňuje odměřovat výšku na stavbách, kde ji nelze měřit od podlahy

Vágrys (z německého der Waagriss, doslovně váhorys), též vodorovina, niveleta, je na staveništi v interiéru narýsovaná vodorovná čára, která slouží k odměřování výškových úrovní. 
Většinou bývá v úrovni 1 metru nad povrchem budoucí podlahy a vyznačena po obvodu místnosti. Jedná se o pomocnou stabilní míru, od níž se po celou dobu stavby odměřují veškeré hloubky, výšky a vodoroviny. Používá se k vyměření úrovně stavebních částí jako jsou jednotlivé vrstvy podlahy a pro určení výšky osazovaných stavebních dílů a instalací.

## Vyznačení vágrysu
Budoucí hotová podlaha se značí niveletou nula – lidově nulka, která se určí dle stavební konstrukce nebo podle pevně daného bodu – například kamenného schodu osazeného v úrovni budoucí podlahy nebo podle úrovně původní podlahy. Vágrys se vyměří ve výšce 1 metru a po obvodu jednotlivých místností se vyznačí pomocí hadicové nebo laserové vodováhy. Vyznačení ve výšce má praktické důvody, lépe se vyměřuje, je lépe zřetelné a lépe chráněné; výška 1 m usnadňuje dopočet cílové úrovně a tím snižuje riziko chyby.
Nelze-li vágrys narýsovat, např. na zdi z hliněných cihel nebo na zdi s otlučenou omítkou, zatlučou se do požadované nivelety ocelové hřeby a napneme provázek. Ten se však musí stále kontrolovat (nebezpečí prověšení). Není-li možné dodržet výšku 1 metr (např. vychází-li do maltové spáry, kam nelze rýsovat), volí se výška alespoň 1,2 m, aby byla odlišná niveleta dobře patrná. 
Podle potřeb řemeslníků lze vytvářet i nivelety v jiných výškách. Např. obkladač má udělat obklad do výšky 1,8 m, truhlář má obložit zeď do výšky 1,4 m. Narýsují si tedy ještě svůj vágrys v této výšce.

## Využití

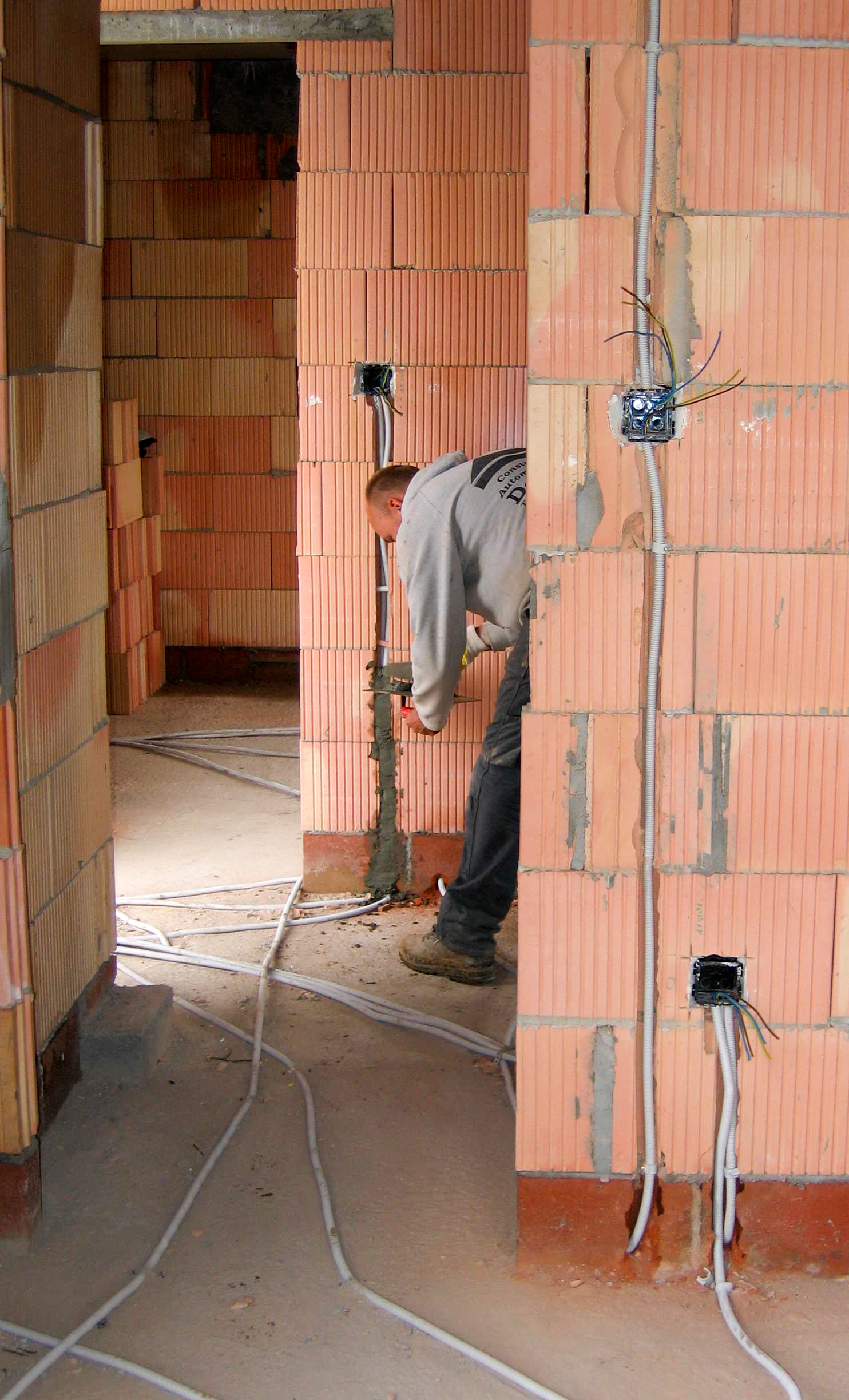
Vágrys umožňuje odměřit výšku např. vypínačů a zásuvek

Vágrys se používá k vyměření stavebních konstrukcí, jako jsou podkladové vrstvy, izolace a krytina podlahy, úprava stavebních otvorů dveří a oken, obklady nebo výška stropního podhledu. Dále k správnému výškovému osazení stavebních dílů jako jsou zárubně dveří a rámů oken. Stejně důležitý je pro umístění koncových prvků instalací, jako jsou vypínače a zásuvky elektroinstalace, vývody pro napojení topení, vnitřní kanalizace, plynu, vody a klimatizace.

## Předávání základní úrovně
Nedodržení projektované výškové úrovně může mít za následek nutnost odstranění hotových konstrukcí a v důsledku významné navýšení nákladů. Na každé větší stavbě by se proto měl vágrys vždy písemně (ve stavebním deníku) předat každému novému dodavateli. 